# Angelo Montrone
Angelo Montrone (Bari, 25 ottobre 1967) è un dirigente sportivo, allenatore di calcio ed ex calciatore italiano, di ruolo attaccante.

## Carriera

### Giocatore
Cresce nelle giovanili del Bari, dove rimane tre anni per approdare poi al Minafra, alle giovanili del Cagliari e della Fiorentina. Nel 1985 viene acquistato dal Padova, dove trascorre un anno nella Primavera e può fare il debutto in serie C1 nella stagione 1985-86.
Legato ai biancoscudati che ne detengono il cartellino dal 1985 al 1998, negli anni viene dato in prestito a Giorgione, Cosenza, Alessandria, Vigor Lamezia, Pro Sesto, Pescara e Pistoiese. Con il Padova disputa sette stagioni, sei delle quali in serie B, per un totale di 127 partite e 24 gol. Nella stagione 1991-92 è il miglior marcatore della squadra con 11 reti.
Dal 1998 al 2003 fu in Serie C2 con Alessandria, Mantova e Cremonese dove termina la carriera tra i professionisti.
Nell'estate 2003 riparte dal calcio dilettantistico scegliendo il San Paolo Padova con cui ottiene la promozione in Eccellenza. Nel 2004 decide di approdare all'Abano ma a dicembre passa alla Piovese. Agli ordini di Maurizio Crescenzio arriva la salvezza. Nel 2005 scende in Terza categoria con il Thermal Abano (di cui è anche il tecnico delle giovanili e supervisore del vivaio insieme a Lucio Fasolato).
Ha giocato 172 partite in nove stagioni di Serie B segnando 35 gol.
Fu lui ad aprire la strada alla carriera di Alessandro Del Piero. Dopo essersi rotto il malleolo in un'amichevole, il Padova nel 1992 lo sostituì con l'esperto Roberto Simonetta e con il giovane Del Piero arrivato dal settore giovanile del Padova.

### Allenatore
Dalla stagione 2006-2007 allena il Conselve, compagine della provincia di Padova, in Promozione. Dal 2010 allena la formazione del Carpanedo, società di Prima Categoria di Albignasego in provincia di Padova. Nel novembre 2010 viene sollevato dall'incarico.
Dopo sei anni di inattività, il 1º agosto 2016, viene chiamato a guidare la Solesinese, formazione di Solesino in provincia di Padova, militante in Prima Categoria. Tuttavia a dicembre dello stesso anno, viene sollevato dall'incarico.
Dal 14 dicembre 2017 allena il Maserà nel campionato di Prima Categoria.

## Politica
Da giugno 2011
fino a luglio 2016, ha ricoperto l'incarico di assessore allo sport del Comune di Abano Terme. Inoltre svolge anche il lavoro di bancario.

## Palmarès

### Giocatore
- Serie C2: 1

Alessandria: 1999-2000